# Iglesia de San Miguel (Pitigliano)
La iglesia de San Miguel es un edificio ubicado en Pitigliano, más exactamente en la calle homónima, fuera de las murallas, justo en el borde de un acantilado de toba.

## Historia
La iglesia fue construida en la Edad Media, más exactamente durante el siglo XIII, como edificio religioso con una sola estancia de pequeñas dimensiones. Las funciones que realizó inicialmente fueron las de oratorio, donde los fieles se detenían principalmente para reunirse en oración.
Durante el siglo XVIII, la iglesia sufrió algunas remodelaciones, que acabaron siendo una expansión en contraste con la modesta idea original: de hecho, en este período se construyó la nave.
Entre finales del siglo XIX y principios del siglo XX, la iglesia comenzó un lento pero inexorable declive debido a la construcción de una iglesia más grande no muy lejana, la iglesia de Santa María de la Asunción, que tenía prioridad en el desempeño de ciertos servicios religiosos.
Durante el siglo pasado, la iglesia sufrió un abandono total y se acabó incorporando a edificios residenciales más modernos..

## Aspecto Actual
La iglesia de San Miguel está ubicada en la calle homónima, al borde de los acantilados de toba.
Al apoyarse contra estructuras construidas durante el siglo pasado, la iglesia es muy reconocible por su estructura medieval original en la zona del ábside, donde el revestimiento de la pared ha conservado su revestimiento original de piedra y toba.
El pasillo rectangular añadido en el siglo XVIII también es visible aún, aunque los cambios realizados durante el siglo XX, que llevaron al cierre de las ventanas ovaladas que se abren a la fachada, son evidentes.